# Soliňská přehradní nádrž
Soliňská přehrada nebo též Soliňské jezero (polsky Jezioro Solińskie) je údolní nádrž v jihovýchodním výběžku Polska v Podkarpatském vojvodství na soutoku řek San a Solinka. Přehrada byla budována v letech 1960–1968 a s rozlohou 22 km² a objemem 472 milionů m³ patří k největším v Polsku.

## Historie

### Plány
První plány o přehradě pocházejí z roku 1921, kdy ji zpracoval prof. Karol Pomianowski. První geologické a hydrogeologické průzkumy v údolí řeky San však byly provedeny až v letech 1936–1937, ale další práce byly přerušeny druhou světovou válkou.
Po válce začaly opět práce na přehradě. Nové plány o výstavbě přehrady byly vytvořeny v roce 1955 pod vedením Bolesława Kozłowskiho. Jako místo hráze bylo zvoleno ústí řeky Solinky do řeky San poblíž obce Solina.

### Výstavba
Výstavba přehrady začala v roce 1960. Hráz přehrady byla dokončena v roce 1964, a do roku 1968 byla napuštěna celá přehrada.

## Popis

### Hráz
Hráz přehrady je vysoká 82 metrů a dlouhá 662 metrů. Hráz je nejvyšší v Polsku.

### Nádrž
Rozloha nádrže je 22 km² a její objem je 472 000 000 m³. Délka nádrže je 26,6 km.

### Ostrovy
Největší ostrov na přehradě se jmenuje Wyspa Duża. Na přehradě se nachází ještě další 3 malé ostrůvky.

## Využití
Kromě zadržování vody v krajině funguje v okolí přehrady cestovní ruch. Na březích přehrady bylo zřízeno několik rekreačních středisek.

## Galerie

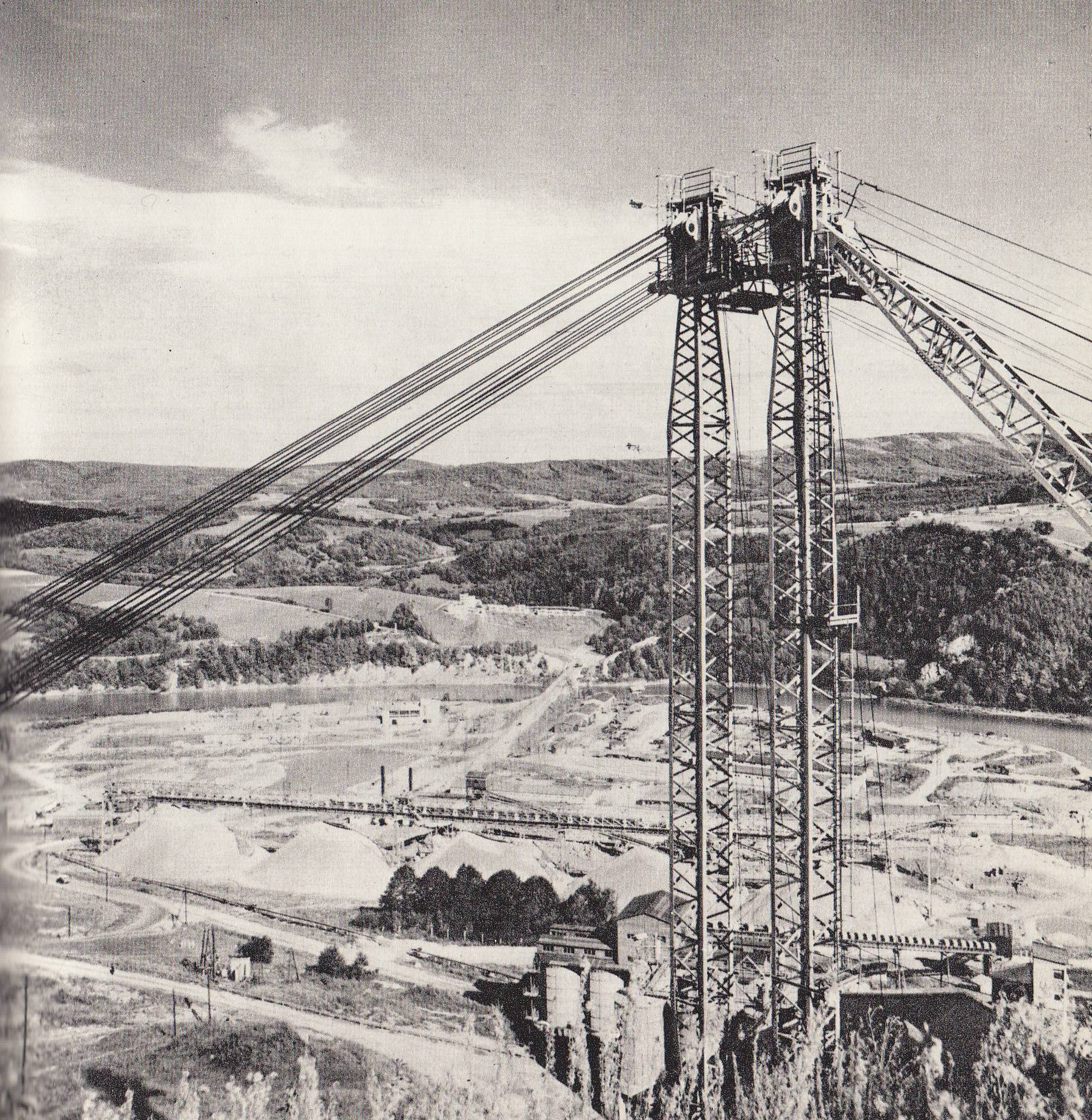
Výstavba hráze přehrady
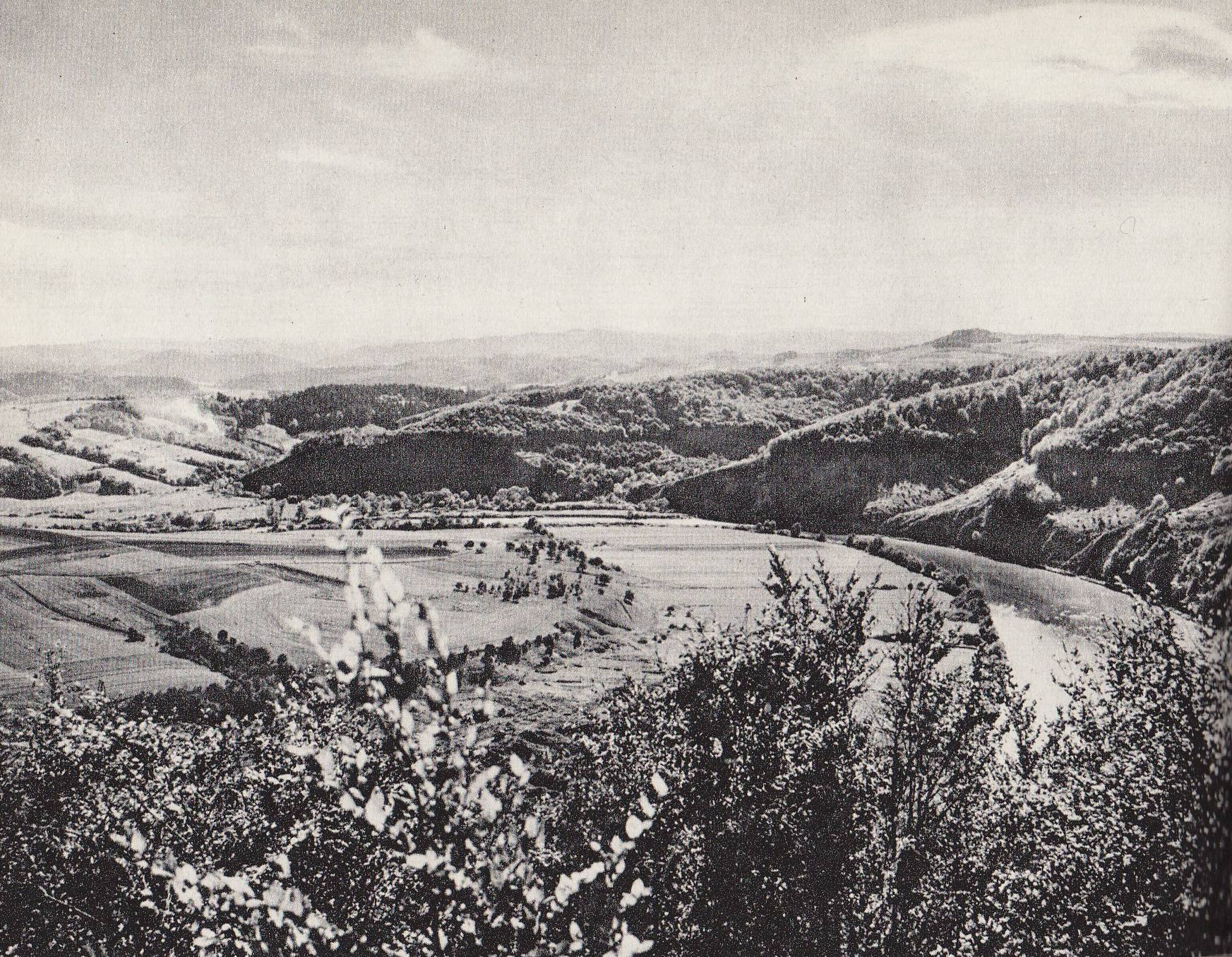
Pohled na krajinu v době výstavby přehrady
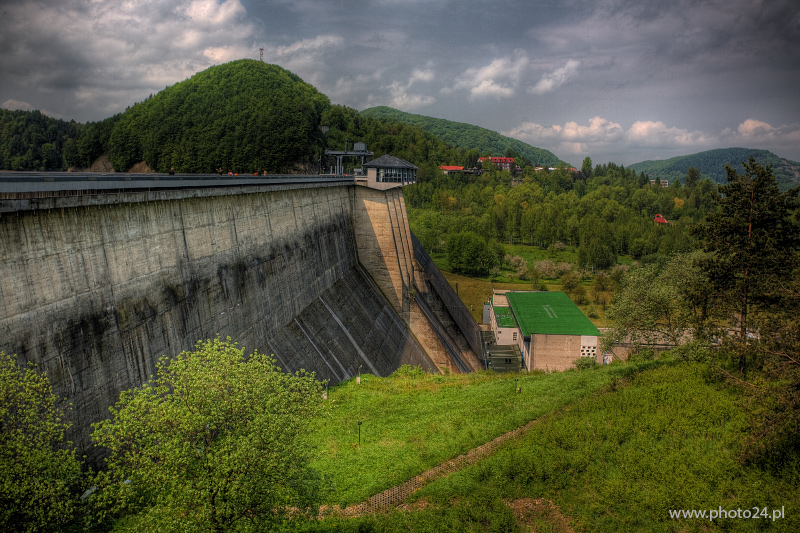
Hráz přehrady
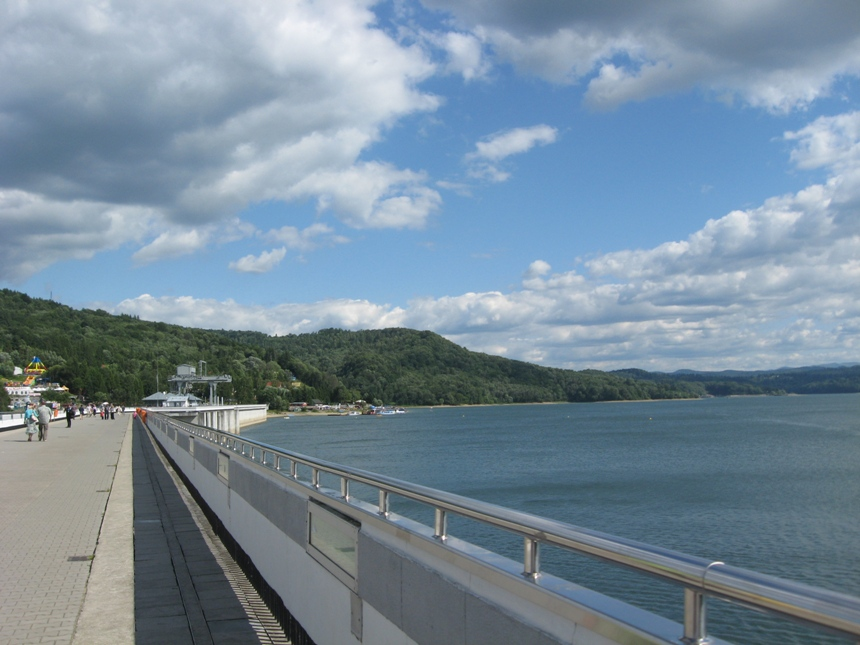
Pohled na přehradu z hráze
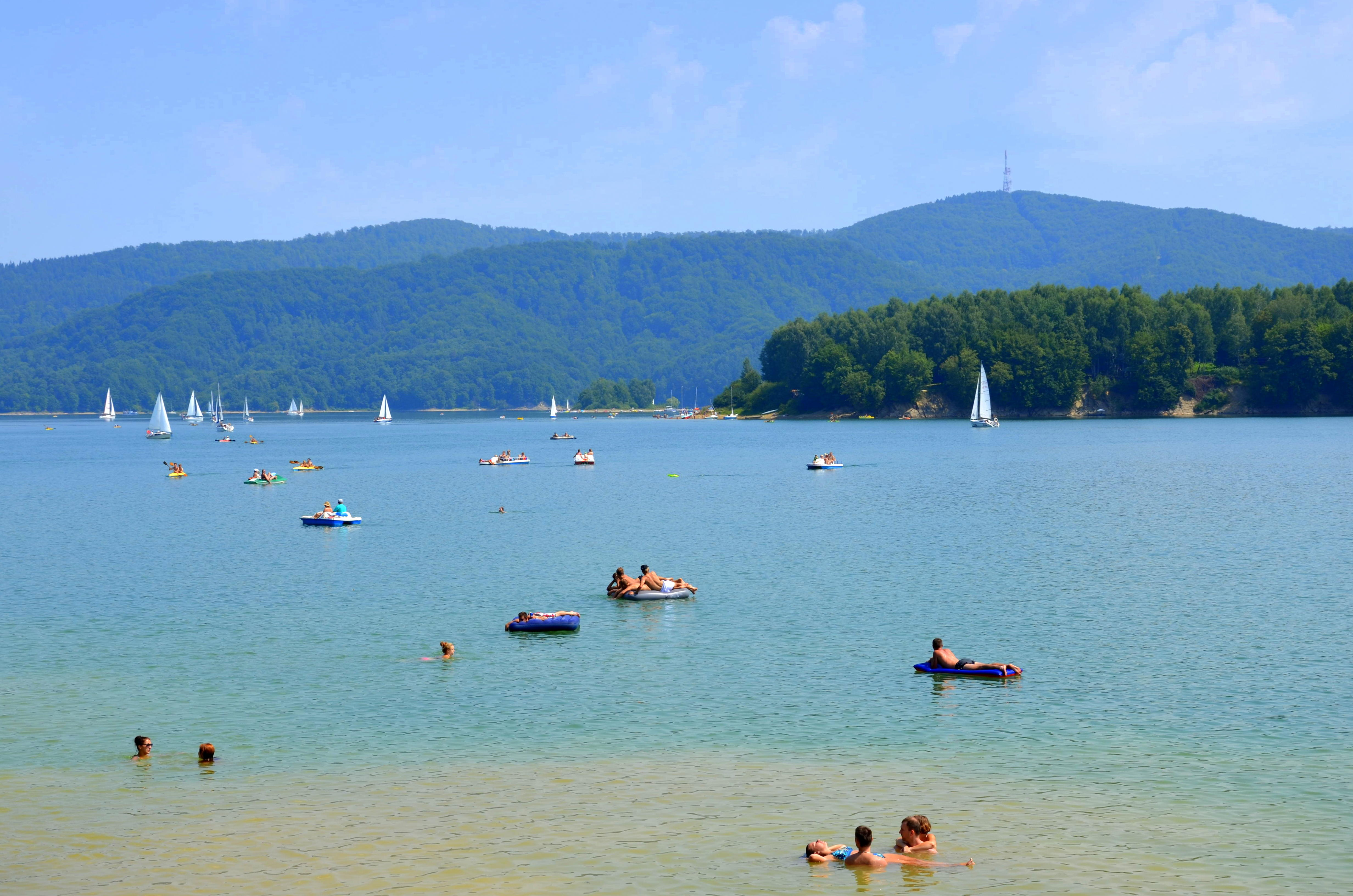
Pohled na přehradu v létě